# 2С8 «Ландиш»
Самохі́дний міномет 2С8 «Ландиш» (рос. 2С8 «Ландыш») — 120-мм радянський самохідний міномет, що розроблявся для повітряно-десантних військ. Гусеничний, броньований, плаваючий, аеротранспортабельний, десантувався парашутним та посадочним способами. У серійне виробництво запущений не був.
Постанова Ради Міністрів СРСР про розробку «Ландиша» вийшла 13 вересня 1969. Також для Сухопутних військ, але на іншому шасі, проектувався 120-мм самохідний міномет «Астра», аналогічний «Ландишу». Вибір для «Фіалки» та «Ландишу» шасі БМД-1, що тільки-но проходила випробування і ще не була офіційно прийнятою на озброєння, диктувався необхідністю десантування артсистеми разом з основною технікою авіадесантовних підрозділів.